# Alcinópolis
Alcinópolis är en kommun i Brasilien.   Den ligger i delstaten Mato Grosso do Sul, i den centrala delen av landet, 700 km väster om huvudstaden Brasília. Antalet invånare är 4 570.
Omgivningarna runt Alcinópolis är huvudsakligen savann. Trakten runt Alcinópolis är nära nog obefolkad, med mindre än två invånare per kvadratkilometer.